# Арлінгтон (Огайо)
Арлінгтон (англ. Arlington) — селище (англ. village) в США, в окрузі Генкок штату Огайо. Населення — 1492 особи (2020).

## Географія
Арлінгтон розташований за координатами 40°53′38″ пн. ш. 83°39′11″ зх. д. / 40.89389° пн. ш. 83.65306° зх. д. (40.893883, -83.652954).  За даними Бюро перепису населення США в 2010 році селище мало площу 2,08 км², уся площа — суходіл.

## Демографія
Згідно з переписом 2010 року, у селищі мешкало 1455 осіб у 556 домогосподарствах у складі 381 родини. Густота населення становила 698 осіб/км².  Було 602 помешкання (289/км²).
Расовий склад населення:
| - 98,9 % — білих - 0,3 % — чорних або афроамериканців - 0,1 % — корінних американців - 0,1 % — азіатів |

До двох чи більше рас належало 0,5 %. Частка іспаномовних становила 0,8 % від усіх жителів.
За віковим діапазоном населення розподілялося таким чином: 27,1 % — особи молодші 18 років, 55,9 % — особи у віці 18—64 років, 17,0 % — особи у віці 65 років та старші. Медіана віку мешканця становила 38,0 року. На 100 осіб жіночої статі у селищі припадало 87,7 чоловіків;  на 100 жінок у віці від 18 років та старших — 82,4 чоловіків також старших 18 років.
Середній дохід на одне домашнє господарство  становив 55 188 доларів США (медіана — 44 563), а середній дохід на одну сім'ю — 70 980 доларів (медіана — 60 455). Медіана доходів становила 45 089 доларів для чоловіків та 38 125 доларів для жінок. За межею бідності перебувало 13,5 % осіб, у тому числі 18,3 % дітей у віці до 18 років та 12,2 % осіб у віці 65 років та старших.
Цивільне працевлаштоване населення становило 676 осіб. Основні галузі зайнятості: освіта, охорона здоров'я та соціальна допомога — 29,6 %, виробництво — 24,0 %, роздрібна торгівля — 11,5 %, мистецтво, розваги та відпочинок — 9,0 %.